# Governanti della Provenza
Dopo che fu conquistata dai Franchi, la Provenza fu governata da un duca, a volte indipendente, a volte alle dipendenze del regno burgundo. Dopo che il potere effettivo fu nelle mani dei Carolingi la Provenza fu governata direttamente dai re dei Franchi. Col declino del potere centrale, fu creato un regno, che in un secondo tempo fu unito al regno di Borgogna. La Provenza fu però governata da un conte, che godeva di una certa indipendenza. Quando l'imperatore Corrado il Salico, nel 1032, divenne re di Arles, la Provenza entrò a far parte del Sacro Romano Impero, e vi restò nominalmente  fino al 1481, quando fu definitivamente incorporata nei domini dei re di Francia.

Localizzazione della Provenza

## Duchi e Conti franchi di Provenza
Dopo la conquista della Provenza, a volte aggregata al regno di Burgundia, i re merovingi la affidarono ad un duca che aveva il compito di organizzare e comandare militarmente la regione per difendere le frontiere del regno da eventuali attacchi dei nemici. Non si hanno notizie di conti di Provenza nel periodo successivo alla conquista da parte di Carlo Martello della carica di maggiordomo di palazzo in tutti i regni dei Franchi, mentre dopo la salita al trono dei Franchi di figlio Pipino il Breve si ha notizia del fatto che la Provenza fu governata da missi dominici, inoltre si hanno notizie di conti di Provenza a partire dalla fine dell'VIII secolo.

### Duchi Merovingi
- Adovario (561-569)
- Lupo (569-570)
- Giovino (570-573)
- Albino (573-575)
- Dinamio (dal 575)
- Ennio Mummolo
- Babo (fino al 641)
- Willibad (641– 643)
- Hector (679)
- Antenor (fino al 697)
- Metrannus (fino al 700)
- Abbone (720- 739)
- Mauronto (720- 739), ribelle contro Carlo Martello

### Conti carolingi
- Teudeone. conte di Vienne, verso la metà dell'VIII secolo, citato nelle cronache dell'epoca, in quanto prese parte alla lotta che opponeva il re dei Franchi, Pipino il Breve ed il suo fratellastro, Grifone[2]
- Marcellino, conte di Digne[3], verso il 780 secondo lo storico Paul-Albert Février
- Lupo, all'inizio del IX secolo
- Leibulfo, menzionato come il successore del conte Lupo, dallo storico medievalista francese, Jean-Pierre Poly, sino all'829/835, era già conte con Carlomagno[4]
- Guerino, definito duca (secondo il Chronicon S. Maxentii, nell'841, Guerino, al comando dei provenzali, si schierò con Carlo II il Calvo contro l'imperatore Lotario I)[5] secondo lo storico Paul-Albert Février, succedette a Leibulfo in Provenza; fu anche conte d'Alvernia[6][7], conte d'Autun[8], conte di Chalon[8]e conte di Mâcon[8]
- Fulcrado, conte di Arles, che dopo essersi ribellato fu fedele all'Imperatore, Lotario I[9], prima; ed al re di Provenza, Carlo, poi.

## Re di Provenza

### Carolingi
Dopo il trattato di Verdun (843), che divise l'impero in tre parti, l'Imperatore Lotario I oltre al titolo imperiale, ottenne il regno di Lotaringia, dove, secondo lo storico francese, Pierre Riché, in Provenza, dovette contrastare la ribellione del successore di Guerino, il conte Fulcrado. Con la ripartizione di Prüm, avvenuta poco prima della morte di Lotario I, nell'855, la Lotaringia venne divisa tra i suoi tre figli. Al figlio più giovane, Carlo toccò la Provenza, a cui si attribuirono anche i nomi di Borgogna Cisgiurana o Bassa Borgogna, con capitale Vienne e poi Arles:
- Carlo I (855-863)

Alla sua morte la Provenza venne divisa tra i fratelli Lotario II e Ludovico II, al quale andò la massima parte.
- Ludovico II (863-875), anche re d'Italia e Imperatore dall'855. Durante il suo regno, secondo, Frédéric de Gingins-La-Sarra, l'amministrazione della Provenza fu affidata al conte Adalberto.

Alla morte di Ludovico II, gli subentrò in tutti e tre i titoli lo zio Carlo il Calvo, già re dei Franchi Occidentali dall'840, che, come successore di Adalberto, diede a Bosone V il titolo di conte di Provenza:
- Carlo II il Calvo (875-877), alla sua morte come re d'Italia gli successe il nipote Carlomanno di Baviera.
- Luigi il Balbo (877-879), re di Franchi Occidentali.

### Bosonidi
Alla morte di Luigi il Balbo, l'aristocrazia provenzale rifiutò di riconoscere i suoi due figli come propri sovrani ed elessero i figli del conte Bivin di Vienne, Bosone V di Provenza, il quale aveva sposato la figlia dell'imperatore e re d'Italia Ludovico II il Giovane Ermengarda, e Riccardo il Giustiziere, rispettivamente, re di Provenza e duca di Borgogna.
- Bosone I di Provenza (879-887)
- Ludovico il Cieco (887-928), anche re d'Italia ed Imperatore dal 901 al 905. Durante il regno di Ludovico, sino al 908, fu conte di provenza Tiberto.

Alla morte di Ludovico il regno non passò ai suoi figli, ma al marito di sua sorella, Ugo che era reggente dal 905 e governatore dal 911. Nel 933 Ugo cedette al re della Borgogna Transgiurana o Alta Borgogna Rodolfo II di Borgogna il regno di Provenza, in cambio della rinuncia di Rodolfo al Regno d'Italia. Così, venne fondato un nuovo regno, Regno di Arles o Regno delle Due Borgogne, sotto la dinastia dei Welfen. 

## Conti di Provenza

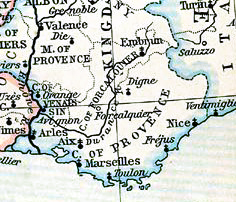
Divisione della Provenza tra contea e marchesato di Provenza e contea di Forcalquier, nel corso del XII secolo

### Bosonidi
Tuttavia, questo fatto non segnò l'uscita di scena dei Bosonidi, poiché nel 947 il re di Arles Corrado il Pacifico nominò conte di Provenza Bosone II: 
- Bosone II di Provenza (947-968), marito di Constanza di Provenza, figlia del conte di Vienne Carlo Costantino, figlio dell'ultimo re di Provenza Ludovico il Cieco.
- Guglielmo I di Provenza (968-993) detto il Liberatore, figlio di Bosone II.
- Rotboldo II di Provenza (968-1008), figlio di Bosone II divise il titolo di conte di Provenza col fratello Guglielmo I, da cui ereditò il titolo di marchese di Provenza, che lasciò ai suoi discendenti.

#### Marchesi di Provenza
- Guglielmo II di Provenza 993-1018, figlio di Guglielmo I.
- Guglielmo IV di Provenza 1018-ca.1030, figlio del predecessore, governò coi fratelli Folco Bertrando I e Goffredo I
- Folco Bertrando I di Provenza 1018-1054, figlio di Guglielmo II, dopo la morte di Guglielmo IV, divise il governo col fratello Goffredo I, a cui lasciò il titolo di conte di Provenza, mentre il titolo di conte di Forcalquier lo lasciò ai suoi discendenti.

#### Conti di Provenza
- Goffredo I di Provenza 1018-1063 figlio di Guglielmo II.
- Bertrando II di Provenza 1063-1093 figlio del predecessore.
- Gerberga di Provenza 1093-1112 sorella del predecessore, sposò il conte Gilberto di Gévaudan.

### Casa di Provenza-Gévaudan
- Dolce I di Provenza 1111-1113 figlia della precedente, sposò il conte Raimondo Berengario III di Barcellona

### Casa di Barcellona
- Raimondo Berengario I, il Grande 1113–1131, marito di Dolce I, fu anche conte di Barcellona.
- Berengario Raimondo I 1131-1144 figlio di Dolce I e Raimondo Berengario I.
- Raimondo Berengario II (sino al 1157 la contea fu retta da suo zio Raimondo Berengario IV di Barcellona) 1144-1166, figlio del predecessore.
- Dolce II 1166-1167 figlia del predecessore, fu deposta dal cugino Alfonso I.
- Alfonso I il Casto 1167–1173, figlio del conte Raimondo Berengario IV di Barcellona, conte di Barcellona, e re d'Aragona (Alfonso II).
- Raimondo Berengario III 1173–1181 figlio del conte Raimondo Berengario IV di Barcellona.
- Sancho 1181–1185, figlio del conte Raimondo Berengario IV di Barcellona.
- Alfonso II 1185–1209 figlio di Alfonso I.
- Raimondo Berengario IV 1209–1245 figlio del predecessore.
- Beatrice 1245–1246 figlia del predecessore, sposò Carlo d'Angiò.

### Prima dinastia d'Angiò
- Carlo I d'Angiò 1246-1285 marito di Beatrice, conte d'Angiò e Maine, re di Napoli, Sicilia (1266) e Gerusalemme (1277).
- Carlo II d'Angiò, lo Zoppo 1285-1309 figlio del predecessore, re di Napoli e (nominale) di Gerusalemme e Sicilia.
- Roberto d'Angiò il Saggio 1309-1343 figlio del predecessore, re di Napoli e (nominale) di Gerusalemme e Sicilia; duca di Calabria (1296-1309).
- Giovanna d'Angiò 1343-1381 figlia del predecessore, regina di Napoli e (nominale) di Gerusalemme e Sicilia.

Giovanna, senza eredi, adottò e nominò erede il conte Luigi I d'Angiò, figlio del re di Francia Giovanni il Buono della casa di Valois.

### Seconda dinastia d'Angiò
- Luigi I d'Angiò 1382-1384 conte e poi duca d'Angiò e re nominale di Napoli e di Sicilia.
- Luigi II d'Angiò 1384-1417 figlio del predecessore duca d'Angiò e re nominale di Napoli e di Sicilia.
- Luigi III d'Angiò 1417-1434 figlio del predecessore duca d'Angiò e re nominale di Napoli e di Sicilia.
- Renato d'Angiò il Buono 1434-1480 fratello del predecessore duca d'Angiò, re d'Aragona, conte di Barcellona, re di Napoli e nominale di Sicilia.
- Carlo III di Provenza 1480-1481, nipote di Renato, conte del Maine.

Nel 1481, la Provenza, con Angiò e Maine, divennero possesso del re, Luigi XI di Francia.

## Governatori e Gran siniscalchi
- Pierre de La Jaille, dal 1480 al 1481
- Raimondo di Glandevès, signore di Faucon e d'Ubaye, dal 1482 al 1481
- Palamede di Forbin, signore di Solliè, governatore di Provenza dal 1481 al 1483.
- Aimaro di Poitiers, conte di Valentinois, dal 1483-1491
- Francesco di Lussemburgo, visconte di Martigues, dal 1491 al 1493
- Filippo, margravio di Hochberg, signore di Rothelin, dal 1493 al 1503
- Luigi d'Orléans, conte di Longueville, marchese di Rothelin, dal 1504 al 1513
- Giovanni di Poitiers, signore di Saint-Vallier, visconte dell'Étoile, 1514
- Renato di Savoia, conte di Tenda, dal 1515 al 1525
- Claudio di Savoia, conte di Tenda, figlio del precedente, dal 1525 al 1566
- Onorato di Savoia, conte di Tenda e di Sommariva, figlio del precedente, dal 1566 al 1572
- Giovanni V di Pontevès, conte di Carcès, barone di Cotignac, dal 1572 al 1582
- Gaspard de Pontevès, conte di Carcès, figlio del precedente, dal 1582 al 1610
- Giovanni di Pontevès, conte de Carcès, figlio del precedente, dal 1610 al 1655
- François de Simiane, marchese di Gordes, conte di Carcès, nipote del precedente, dal 1655 al 1662
- Gaspard de Saulx-Tavannes, maresciallo di Francia, dal 1572 al 1573
- Alberto di Gondi, già maresciallo di Francia, dal 1573 al 1578
- François de La Baume, conte di Suze, dal 1578 al 1579
- Enrico d'Angoulême, dal 1579 al 1586
- Jean Louis de Nogaret de La Valette, duca d'Épernon, ammiraglio di Francia, dal 1586 al 1588
- Bernard de Nogaret, duca de La Valette, ammiraglio di Francia, fratello del precedente, dal 1588 al 1589
- Jean Louis de Nogaret de La Valette, duca d'Épernon, dal 1589 al 1594
- Gaspard de Pontevès, conte di Carcès, nominato dal capo della Lega Cattolica, Carlo di Guisa, duca di Mayenne, dal 1592 al 1594
- Carlo I di Guisa, duca di Guisa e principe di Joinville, dal 1594 al 1631
- Nicolas de L'Hôpital, maresciallo di Vitry, maresciallo di Francia dal 1631 al 1637
- Luigi Emanuele di Valois, conte d'Alais, dal 1637 al 1653
- Luigi di Borbone-Vendôme, duca di Mercoeur e d'Étampes, dal 1653 al 1669
- Luigi Giuseppe di Borbone-Vendôme, duca di Vendôm e di Penthièvre, figlio del precedente, dal 1669 al 1712
- Claude Louis Hector, duca di Villars, maresciallo di Francia, dal 1712 al 1734
- Honoré-Armand, duca di Villars, figlio del precedente, dal 1734 al 1770
- Luigi Camillo di Lorena, principe di Marsan, dal 1770 al 1782
- Charles Juste de Beauvau-Craon, maresciallo di Francia, dal 1782 al 1790.

Con l'avvento della Rivoluzione francese la carica venne soppressa.